# نیلس اتو موله
نیلس اتو موله (دانمارکی: Nils Otto Møller; ۷ نوامبر ۱۸۹۷ – ۱۴ آوریل ۱۹۶۶) قایقران قایق بادبانی اهل دانمارک بود.